# Mosc
Termenul de mosc face referire la o clasă de substanțe aromatice, cu miros pătrunzător și plăcut, secretate de unele animale, precum masculul moscului. Se folosesc în industria parfumurilor, în cosmetică și în medicină.

## Surse naturale

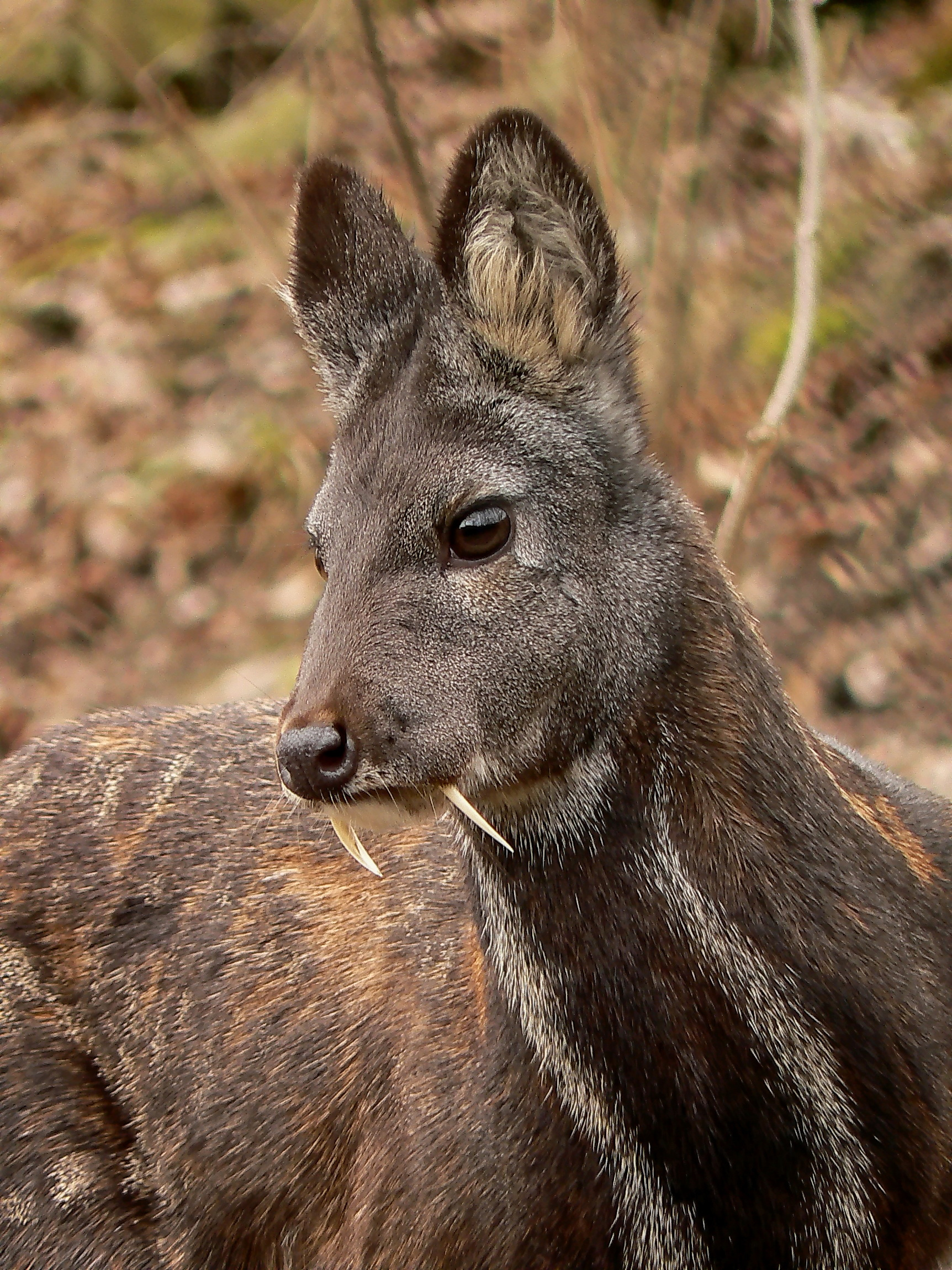
Masculul de mosc.